# The Cuckoo
The Cuckoo (in italiano: il cuculo) a volte intitolato The Coo-Coo o The Cuckoo Is a Pretty Bird è una canzone popolare tradizionale inglese, molto nota anche in Scozia, Irlanda, Stati Uniti, Canada.

## Storia e significato
"The Cuckoo" fu pubblicato da tipografi londinesi e provinciali, le date delle pubblicazioni non sono datate con precisione, ma la prima nella Bodleian Ballad Collection fu pubblicata tra il 1780 e il 1812, l'ultima prima del 1845.
Secondo Thomas Goldsmith, "The Cuckoo" è un monologo interiore in cui il protagonista "racconta i suoi desideri: giocare d'azzardo, vincere, riconquistare l'affetto dell'amore".
La canzone è citata nel libro di E. L. Doctorow La marcia: un soldato, con una punta di metallo conficcata nella testa, canta i versi della canzone.